# Brændegård

Brændegård er en lille hovedgård, som er dannet i 1588 af Henrik Rantzau til Rantzausholm, i 1672 indgik gården i det nyoprettede baroni Brahetrolleborg.
Brændegård er nu en avlsgård under Brahetrolleborg Gods.
Gården ligger ved Brændegård Sø, ca. 8 km nordøst for Fåborg i Vester Åby Sogn, Sallinge Herred, Faaborg Kommune. Hovedbygningen er opført i 1880.
Brændegård er på 155 hektar

## Ejere af Brændegård
- (1588) Henrik Rantzau
- (1588-1618) Breide Henriksen Rantzau
- (1618-1623) Cai Breidesen Rantzau
- (1623) Anne Henriksdatter Lykke gift Rantzau
- (1623-1632) Frantz Breidesen Rantzau
- (1632-1635) Sophie Caisdatter Rantzau gift Ulfeldt
- (1635-1641) Anne Henriksdatter Lykke gift Rantzau
- (1641-1646) Frands Lykke
- (1646-1661) Kaj Frandsen Lykke
- (1661-1664) Kronen
- (1664-1667) Christoffer Gabel
- (1667-1687) Birgitte Nielsdatter Trolle gift Brahe
- (1687-1700) Frederik Nielsen Trolle
- (1700-1708) Niels Nielsen Trolle / Conrad Reventlow
- (1708-1722) Niels Nielsen Trolle / Christian Ditlev Reventlow, ovenståendes søn
- (1722-1738) Christian Ditlev Reventlow
- (1738-1750) Conrad Ditlev Reventlow, ovenståendes søn
- (1750-1759) Christian Ditlev Reventlow, ovenståendes bror
- (1759-1775) Christian Ditlev greve Reventlow
- (1775) Christian Ditlev Frederik Reventlow / Johan Ludvig Reventlow, brøder, ovenståendes sønner
- (1775-1801) Johan Ludvig Reventlow
- (1801-1828) Sybille Schubart gift Reventlow, ovenståendes kone
- (1828-1854) Ditlev Christian Ernst Reventlow, ovenståendes søn
- (1854-1875) Ferdinand Carl Otto greve Reventlow, ovenståendes fætters søn
- (1875-1929) Christian Einar Reventlow, gift (1) Moltke (2) Haugwitz-Hardenberg-Reventlow, ovenståendes søn
- (1929-1960) Lucie Marie Haugwitz-Hardenberg-Reventlow gift Reventlow, ovenståendes kone
- (1960-1981) Eberhard Christian Erdmann Haugwitz-Hardenberg-Reventlow, Christian Einar Reventlows dattersøn og ovenståendes brorsdatter
- (1981-2005) Curt Christian Erdmann Haugwitz-Hardenberg-Reventlow / Peter Ulrich Erdmann Haugwitz-Hardenberg-Reventlow, ovenståendes sønner
- (2005-2009) Ove Ditlev Frederik Reventlow-Mourier, ovenståendes farbror